# Sébastien Godefroid

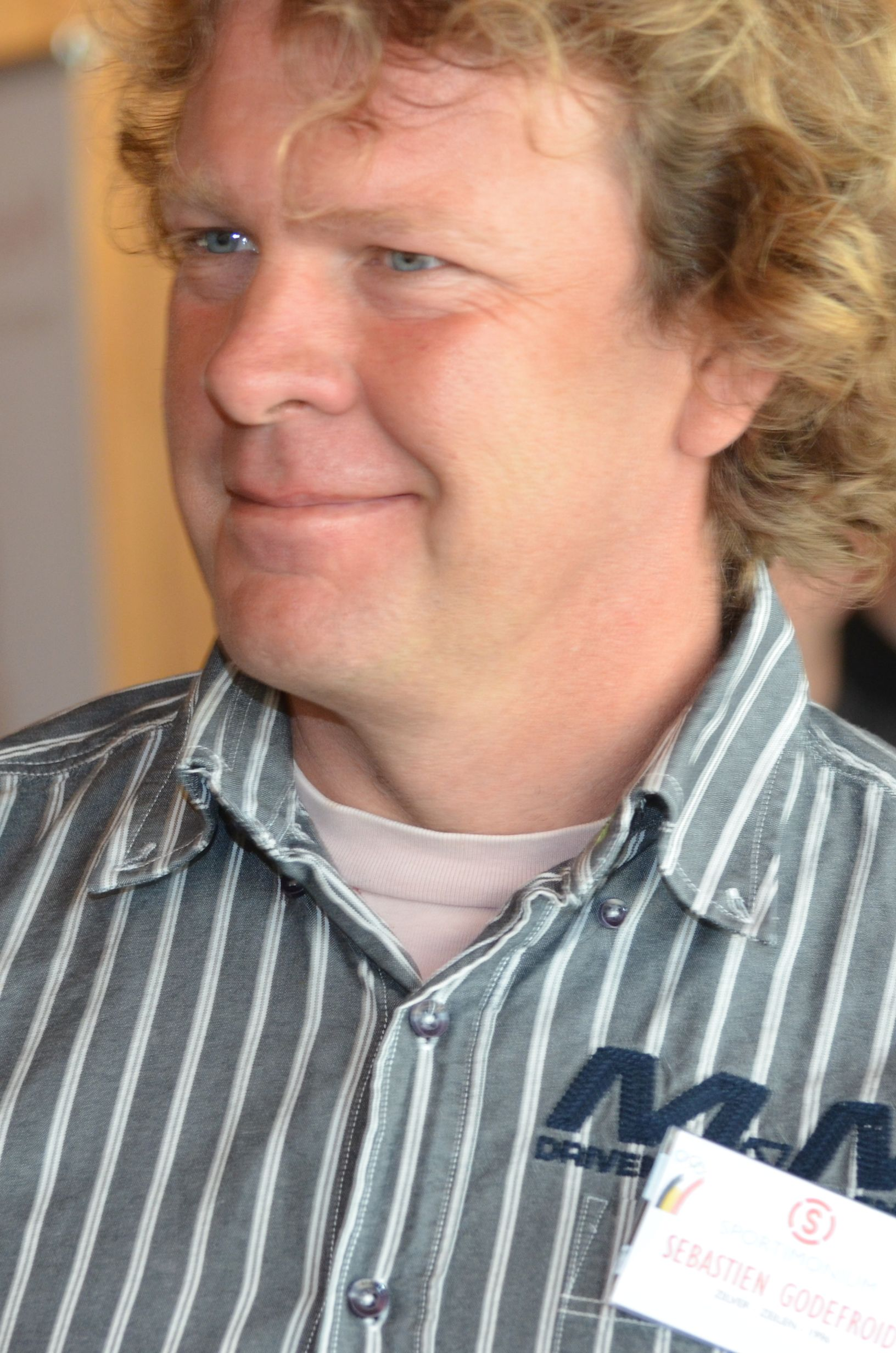
Sébastien Godefroid

Sébastien (Sebbe) Godefroid (* 19. März 1971 in Antwerpen) ist ein belgischer Segler, Weltmeister und olympischer Silbermedaillengewinner. Bei der Eröffnungsfeier zu den Sommerspielen 2008 in Peking trug er für das belgische Olympiateam die Fahne in das Stadion. Er wohnt in der Küstenstadt Bredene in Westflandern und ist Mitglied im Ostend Sailing & Racing Club (OSRC) in Ostende.

## Leben

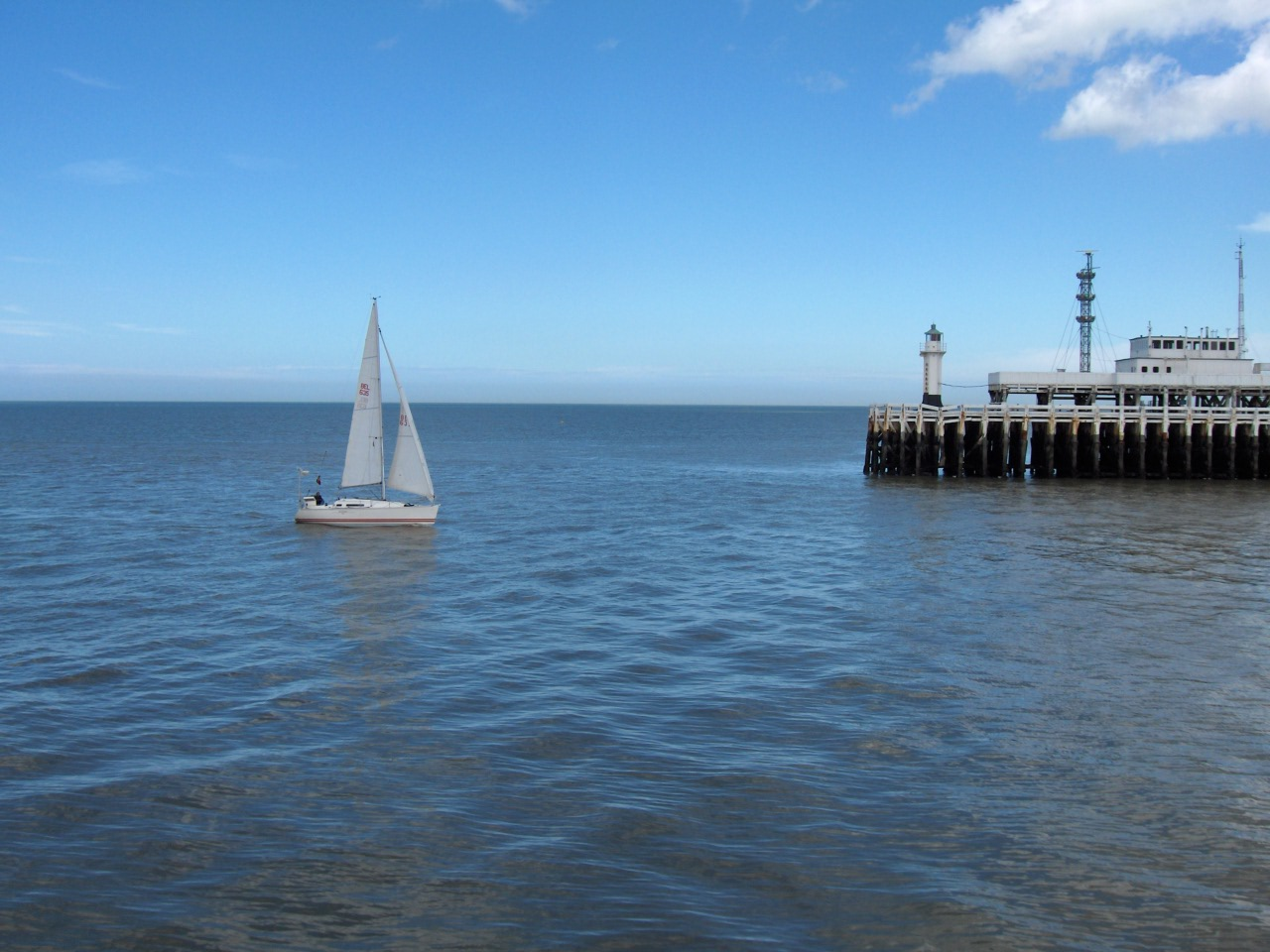
Hafen Ostende, Segelwässer von Godefroid

Godefroid studierte an der Fakultät für Sport und Physiotherapie der Vrije Universiteit Brussel (Freie Universität Brüssel) und war dort am Studienprojekt Topsport beteiligt. Das Studium schloss er mit einem Diplom in Sportwissenschaften (Licentiaat in de Lichamelijke Opvoeding) ab.
Seine seglerische Ausbildung erhielt Sébastien Godefroid im Antwerpener Royal Liberty Yacht Club (Koninklijke Liberty Yacht Club, KLYC). Nach dem Gewinn der Segelweltmeisterschaft im Jahr 2001, zweier Vizeweltmeisterschaften und einer olympischen Silbermedaille beendete er nach den Spielen 2008 seine olympische Karriere. Im Februar 2009 berief ihn der Flämische Yacht-Verband (Vlaamse Yachting Federatie, VYF) zum Verbandstrainer. Aufgrund seiner Ausbildung, seines Wissens und seiner sportlichen Erfahrung betrachtet ihn der VYF als Idealbesetzung auf dieser neugeschaffenen Position. Godefroid soll insbesondere junge Segler fördern und coachen. Ferner soll er den Verband in technischer Hinsicht beraten und das belgische Seglerteam sportlich und taktisch auf die Olympischen Spiele 2012 in London vorbereiten. Unter dem Namen Quest for Gold hatte Godefroid die Zielsetzung Olympia 2012 bereits in privater Initiative vorbereitet.

## Sportliche Erfolge

### Im Finn-Dinghy
Bis zum Jahr 2004 ging Godefroid in der Einmann-Jolle Finn Dinghi an den Start. Die ersten Jahre seiner internationalen Regatten waren von einem Zweikampf mit dem polnischen Segler Mateusz Kusznierewicz bestimmt.

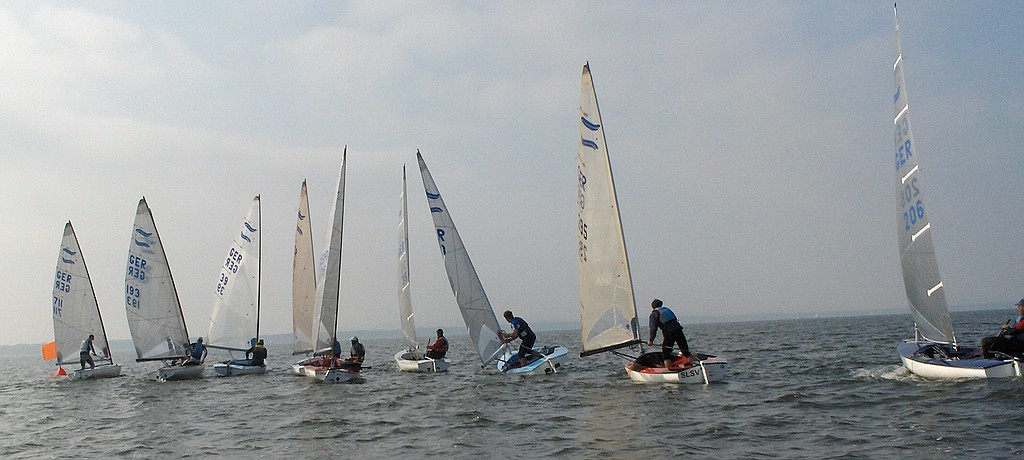
Finn-Dinghi-Regatta

Bei den Segel-Europameisterschaften 1996 gewann er hinter Kusznierewicz die Bronzemedaille. Im Segelrevier von Savannah schoben sich beide bei den Olympischen Sommerspielen 1996 von Atlanta einen Platz nach vorne, sodass Godefroid hinter dem Polen und Goldmedaillengewinner ins Ziel kam. Mit dieser olympischen Silbermedaille erreichte er seinen größten sportlichen Erfolg. Die Europameisterschaften 1998 gewann Godefroid und verwies Kusznierewicz auf den fünften Platz. Bei den Segel-Weltmeisterschaften 2000 in Weymouth verlor er gegen den siegreichen Polen und kam als Vizeweltmeister ins Ziel. 2001 in Marblehead konnte er das Ergebnis wiederum drehen und gewann vor Kusznierewicz die Weltmeisterschaft. Die Olympischen Spiele 2000 in Sydney beendete Godefroid wie die Sommerspiele 2004 in Athen auf dem siebten Platz.

### Wechsel zum Zweihand-Katamaran
Nach der Olympiade 2004 wechselte Sébastien Godefroid die Bootsklasse, um gemeinsam mit seiner Freundin Carolijn Brouwer ein Team im offenen Tornado (Zweihand-Katamaran) zu bilden, sie als Steuerfrau, er als Vorschoter. Das Paar setzte sich zum Ziel, in dieser bislang schnellsten olympischen Segelklasse bei den nächsten Sommerspielen eine Medaille zu gewinnen. Die gebürtige Niederländerin Brouwer und mehrfache Weltmeisterin in der Einhand-Jolle Laser nahm für das Medaillenprojekt die belgische Staatsbürgerschaft an, um 2008 in Peking für die belgische Mannschaft starten zu können.

Bootsklasse Tornado

Bei der Volvo Champions Race der Travemünder Woche belegten Brouwer/Godefroid 2005 den dritten Platz. 2007 in Cascais gewann das Paar, das sich auf privater Ebene inzwischen getrennt hatte, die Vizeweltmeisterschaft hinter der spanischen Crew Fernando Echávarri/Antón Paz. Der Traum der Olympiamedaille scheiterte, denn bei den Sommerspielen 2008 in Peking belegten Brouwer/Godefroid im Internationalen Segelzentrum Qingdao lediglich den 12. Platz.

## Grund für den Misserfolg: gescheiterte Beziehung zu Brouwer
Bemerkenswert an den letzten Regatten war, dass Carolijn Brouwer inzwischen eng mit dem unmittelbaren Konkurrenten Darren Bundock aus Australien befreundet war. Der sechsfache Weltmeister Bundock saß gemeinsam mit Glenn Ashby auf den Kufen des Katamarans und gewann in Qingdao seine zweite olympische Silbermedaille. In der Qualifikation hatten Brouwer/Godefroid (zweiter Platz) die australische Crew Bundock/Ashby (vierter Platz) noch hinter sich gelassen. Das mit dem 12. Platz aus seiner Sicht schlechte Abschneiden im Finale der Pekinger Spiele schrieb Sébastien Godefroid denn auch seiner gescheiterten Beziehung zu Carolijn Brouwer zu:

„Ein weiterer Oldie nahm das enttäuschende Abschneiden in Peking etwas philosophischer. Segler Sébastien Godefroid, in Atlanta noch Gewinner der Silbermedaille und Fahnenträger in China, machte seine gescheiterte Beziehung zu Carolijn Brouwer für das etwas durchwachsene Abschneiden verantwortlich. Menschlich habe ich viel dazugelernt. Die Tatsache, dass ich nicht mehr mit ihr lebe und trotzdem mit ihr den Wettbewerb angegangen bin, hat die Leistung nicht gefördert.“

Über die Konkurrenz und Beziehungsproblematik der Seglerpaare berichtete unter anderem die Zeitschrift Stern 2008 unter der Überschrift Beziehungswirrwarr im Tornado.

## Sportliche Erfolge, Übersicht
EM = Segel-Europameisterschaften (nur Plätze eins bis drei), WM = Segel-Weltmeisterschaften (nur Plätze eins bis drei), OLY = Olympische Sommerspiele (alle Platzierungen)
- 1996: Bronze: EM Finn
- 1996: Silber: OLY Finn
- 1998: Gold: EM Finn
- 2000: Silber: WM Finn
- 2000: 7. Platz: OLY Finn
- 2001: Bronze: EM Finn
- 2001: Gold: WM Finn
- 2004: 7. Platz: OLY Finn
- 2007: Silber: WM Tornado (mit Carolijn Brouwer)
- 2008: 12. Platz: OLY Tornado (mit Carolijn Brouwer)